# Sportåret 1943

## Händelser

### Amerikansk fotboll
- Chicago Bears besegrar Washington Redskins med 41 - 26 i NFL-finalen.

### Bandy
- 7 mars - Västerås SK vinner omspelsmatchen om svenska mästerskapet mot Bollnäs GoIF med 3-0 på Laduviken, sedan första finalmatchen på Stockholms stadion slutat 2–2.[1][2]

### Baseboll
- 11 oktober - American League-mästarna New York Yankees vinner World Series med 4-1 i matcher över National League-mästarna St. Louis Cardinals.[3]

### Brottning

#### SM
- Kurt Pettersén blir för fjärde gången svensk mästare i grekisk-romersk stil, bantamvikt.

### Fotboll
- 14 november – IFK Norrköping vinner Svenska cupen genoma att finalslå AIK med 5-2 vid omspelet i Solna stad.[4]

#### Ligamästare
- Italien - Torino Calcio
- Spanien - Athletic Bilbao
- Sverige - IFK Norrköping (första vinsten)
- Tyskland - Dresdner SC

### Friidrott
- 31 december - Joaquim Gonçalves da Silva vinner Sylvesterloppet i São Paulo.[5]
- Gerard Cote, Kanada vinner Boston Marathon.[6]

#### Världsrekord

##### Herrar
- 1 500 m: Arne Andersson, Sverige; i Göteborg –nytt världsrekord 3.45,0
- Gång 30 km: Harry Olsson, Sverige; i Borås –nytt världsrekord 2 tim, 28,57.4 min

##### Damer
- 100 m: Fanny Blankers-Koen, Nederländerna; i Amsterdam – 11,5 (tangering av Rowena Harrisons rekord från 1939. (Detta rekord blev aldrig officiellt godkänt eftersom Blankers-Koen i loppet tävlade mot män.)
- Höjdhopp: Fanny Blankers-Koen, Nederländerna; i Amsterdam – 1,71
- Längdhopp: Fanny Blankers-Koen, Nederländerna; i Leiden – 6,25

### Ishockey
- 19 mars - Hammarby IF blir svenska mästare efter finalvinst mot IK Göta med 4-1 på Stockholms stadion.[7]
- 8 april - Detroit Red Wings vinner Stanley Cup efter att i finalspelet besegrat Boston Bruins med 4-0.[8]

### Skidor, nordiska grenar
- 14 mars - Nils Karlsson, IFK Mora vinner Vasaloppet.[9]

#### SM

##### Herrar
- 15 km vinns av Nils Persson, Malungs IF. Lagtävlingen vinns av IFK Mora.
- 30 km vinns av Nils Karlsson, IFK Mora. Lagtävlingen vinns av IFK Mora.
- 50 km vinns av Nils Karlsson, IFK Mora.  Lagtävlingen vinns av IF Friska Viljor, Örnsköldsvik.
- Stafett 3 x 10 km vinns av Östersunds SK med laget Gunnar Wärdell, Per Andersson och Alfred Dahlqvist
- Backhoppning vinns av Erik Lindström,  IF Friska Viljor. Lagtävlingen vinns av IF Friska Viljor.
- Nordisk kombination vinns av Sven Rogström, Grycksbo IF.  Lagtävlingen vinns av Njurunda IK .

##### Damer
- 10 km vinns av Maud Cederholm, Djurgårdens IF. Lagtävlingen vinns av Djurgårdens IF.

### Tennis
- US Open
  - Herrsingel: Joe Hunt, USA
  - Damsingel: Pauline Betz, USA

### Travsport
- Travderbyt körs på  Solvalla travbana i  Stockholm. Segrare blir det svenska stoet   Lime Abbey (SE)  e Guy Abbey  (US) – Lemomite  (US) e. Volomite  (US). Kilometertid:1.24,9  Körsven: Gunnar Nordin
- Travkriteriet vinns av den svenska hingsten   Bess Brodde (SE)  e. Pinero  (US) – Bess Vimont  (US) e. The Laurel Hall  (US).

## Evenemang
3–17 maj – Sydamerikanska mästerskapet i basket.

## Födda
- 6 januari – Terry Venables, brittisk fotbollsmanager.
- 25 februari – Wilson Piazza, brasiliansk fotbollsspelare.
- 29 mars – Gun-Britt Flink, svensk kulstötare.
- 9 maj – Ove Grahn, svensk fotbollsspelare.
- 16 maj – Ove Kindvall, svensk fotbollsspelare.
- 20 juli
  - Chris Amon, nyzeeländsk racerförare.
  - Bob McNab, engelsk fotbollsspelare.
- 4 augusti – Björn Wirkola, norsk backhoppare.
- 17 augusti – Yukio Kasaya, japansk backhoppare.
- 18 augusti - Gianni Rivera, italiensk fotbollsspelare.
- 27 augusti – Wolfgang Nordwig, tysk friidrottare.
- 30 augusti - Jean Claude Killy, fransk alpin skidåkare.
- 23 september - Julio Iglesias, spansk sångare och fotbollsmålvakt.
- 29 september - Wolfgang Overath, tysk fotbollsspelare.
- 10 oktober – Reinhard Libuda, tysk fotbollsspelare.
- 29 oktober – Norman Hunter, engelsk fotbollsspelare.
- 12 november - Björn Waldegård, svensk rallyförare
- 21 november - Jacques Laffite, fransk racerförare.
- 22 november - Billie Jean King, amerikansk tennisspelare med 35 Grand Slam-titlar.

## Avlidna
- 16 februari – Yngve Holm, 47, svensk seglare, ett OS-guld.
- 13 mars – Edward Wennerholm, 53, svensk gymnast, ett OS-guld.
- 21 juli – Charlie Paddock, 42, amerikansk friidrottare, två OS-guld.
- 27 juli – Herbert Roper Barrett, 69, brittisk tennisspelare, ett OS-guld.
- 14 september – Rune Carlsson, 33, svensk fotbollsspelare.

### Fotnoter
1. ↑  Erik Jonsson (7 mars 1943). ”1940–1949”. Svenska Bandyförbundet. Arkiverad från originalet den 17 mars 2020. https://web.archive.org/web/20200317215222/https://www.svenskbandy.se/BANDYFINALEN/HISTORIK/Svenskamastare/Herrar/1940-1949. Läst 18 mars 2020.
2. ↑  ”Västerås Sportklubbs SM-finaler i bandy”. VSK Forum. http://www.vskforum.com/vsk.nu/SM-finallag.html. Läst 21 juli 2011.
3. ↑  ”1943 World Series” (på engelska). Baseball-Reference.com. http://www.baseball-reference.com/postseason/1943_WS.shtml. Läst 14 juli 2015.
4. ↑  Jimmy Lindahl (13 mars 2005). ”Svenska cupen – finalmatcher”. Bolletinen. http://www.bolletinen.se/sfs/pdf/stat_h_allsvens_1941_2005_stat_herr_cupen_finalmatcher.pdf. Läst 21 augusti 2012.
5. ↑  ”1940” (på portugisiska). Sylvesterloppet. Arkiverad från originalet den 25 februari 2014. https://web.archive.org/web/20140225142805/http://www.saosilvestre.com.br/1940. Läst 19 augusti 2012.
6. ↑  ”Boston Marathon”. Arkiverad från originalet den 27 april 2015. https://web.archive.org/web/20150427035419/http://www.baa.org/races/boston-marathon/boston-marathon-history/past-champions/past-mens-open-champions.aspx. Läst 9 april 2011.
7. ↑  ”Championnat de Suède 1942/43” (på franska). Hockey Archives. 19 mars 1943. https://www.hockeyarchives.info/Suede1943.htm. Läst 15 augusti 2011.
8. ↑  ”NHL 1942/43” (på franska). Hockey Archives. https://www.hockeyarchives.info/NHL1943.htm. Läst 23 mars 2020.
9. ↑  ”Historiska segrare”. Vasaloppet. Arkiverad från originalet den 22 mars 2020. https://web.archive.org/web/20200322121012/https://www.vasaloppet.se/wp-content/uploads/sites/1/2019/09/historiska_segrare_vasaloppet_sve_2019-09-18.pdf. Läst 5 september 2011.